# Sainte-Croix-en-Jarez
Sainte-Croix-en-Jarez è un comune francese di 443 abitanti situato nel dipartimento della Loira della regione dell'Alvernia-Rodano-Alpi.

## Società

### Evoluzione demografica
Abitanti censiti